# La virgen de agosto
La virgen de agosto es una película española de 2019 dirigida por Jonás Trueba y protagonizada por Itsaso Arana y Vito Sanz. Fue escrita por Arana y Trueba.

## Sinopsis
Eva (Itsaso Arana) es una chica de treinta y tres años que ha decidido pasar el mes de agosto en Madrid. De ella y de su pasado no se sabe nada, salvo que un amigo que marcha de vacaciones le presta su apartamento en el centro de la capital española durante 30 días. En esas jornadas estivales se celebrarán en Madrid las festividades de san Lorenzo y de la Virgen de la Paloma. Son, pues, días de fiestas de barrio y verbenas populares presididos por la molicie y el calor. Y Eva ha decidido dejarse llevar por los sentidos, dejar de pensar en profundidades y buscar que las cosas se desarrollen de una manera natural. Lo mismo conoce a una vecina extranjera con la que coincide en el portal, que se reencuentra con una vieja amiga, ahora madre de un bebé que le echa en cara sus ausencias y olvidos. También conoce a dos jóvenes extranjeros, uno inglés y otro galés, con los que pasa un día de campo a la manera que describe Rafael Sánchez Ferlosio en El Jarama. Una tarde, coincide en la entrada de un cine con Luis, un viejo amigo con quien tuvo una tormentosa relación sentimental. Y una noche, a altas horas de la madrugada, descubre a un hombre solitario que parece querer saltar del viaducto de la calle Bailén. Con este joven, que es actor a tiempo parcial y camarero, pasará a mantener una breve amistad en la calurosa ciudad. Una amistad que la marcará para nunca más volver a ser la persona que fue.

## Reparto
- Itsaso Arana
- Vito Sanz
- Joe Manjón
- Isabelle Stoffel
- Luis Heras
- Mikele Urroz
- María Herrador
- Naiara Carmona
- Francesco Carril

## Rodaje
Tras películas como Todas las canciones hablan de mí, La reconquista, Los exiliados románticos o Los ilusos, Trueba rodó su quinto largometraje en la ciudad de Madrid durante cinco semanas, entre finales de julio y finales de agosto de 2018.